# Lövsjön (Frustuna socken, Södermanland)
Lövsjön är en sjö i Gnesta kommun i Södermanland och ingår i Trosaåns huvudavrinningsområde. Sjön har en area på 0,0906 kvadratkilometer och ligger 40,1 meter över havet.

## Delavrinningsområde
Lövsjön ingår i det delavrinningsområde (654193-158491) som SMHI kallar för Ovan 654140-158487. Medelhöjden är 46 meter över havet och ytan är 1,46 kvadratkilometer. Det finns inga avrinningsområden uppströms utan avrinningsområdet är högsta punkten. Vattendraget som avvattnar avrinningsområdet har biflödesordning 2, vilket innebär att vattnet flödar genom totalt 2 vattendrag innan det når havet efter 28 kilometer. Avrinningsområdet består mestadels av skog (59 procent), öppen mark (14 procent) och jordbruk (14 procent). Avrinningsområdet har 0,37 kvadratkilometer vattenytor vilket ger det en sjöprocent på 3,3 procent. Bebyggelsen i området täcker en yta av 0,65 kvadratkilometer eller 6 procent av avrinningsområdet.